# ردینا
ردینا (به بلغاری: Redina) یک منطقهٔ مسکونی در بلغارستان است که در استان صوفیه واقع شده‌است.